# Jacht op Gobelijn
Jacht op Gobelijn is het 33ste stripverhaal van Jommeke. De reeks wordt getekend door striptekenaar Jef Nys.

## Personages
- Jommeke
- Flip
- Filiberke
- professor Gobelijn
- Carlos dela Rubarbos
- kleine rollen: Marie, trawanten en geheime agenten van Carlos dela Rubarbos (K23, S93 e.a.)

## Verhaal
Wanneer de stofzuiger van Jommekes moeder ontploft gaat hij met Flip naar professor Gobelijn om deze te laten herstellen. Ze stellen echter vast dat hij verdwenen is, vermoedelijk ontvoerd. Weken later horen ze op de radio een merkwaardig nieuwsbericht over geheimzinnige groene wolken in de Saharawoestijn. Jommeke legt meteen een verband met de verdwijning van de professor en trekt met Flip en Filiberke naar Egypte van waaruit ze met kamelen de woestijn intrekken. Na weken trekken zien ze zelf de groene wolken en stuiten ze op het ondergrondse hoofdkwartier van een bende die de professor ontvoerde. De groene wolken zijn een slaapgas dat de professor voor hen moest uitvinden om de hele wereld in slaap te brengen. Zo kan de bende van Carlos dela Rubarbos, een afgezette Braziliaanse generaal, de hele wereld veroveren.
De vrienden kunnen met de professor ontsnappen en vluchten met een helikopter naar Algiers in Algerije. De geheime agenten van dela Rubarbos kunnen er Gobelijn vatten, maar dankzij Flip kunnen de vrienden de professor opnieuw bevrijden, waarop ze besluiten zich te verschuilen in Mexico. Ook daar slagen de plaatselijke geheime agenten erin Gobelijn te vangen. Jommeke en zijn vrienden maken gebruik van de siësta om de professor te bevrijden. Ze komen tot de conclusie dat er voortdurend op de professor zal gejaagd worden en besluiten naar het hoofdkwartier terug te keren. Met de hulp van Flip wordt het groene slaapgas van de professor geactiveerd waardoor de hele bende gevat kan worden. Het verhaal eindigt wanneer Carlos dela Rubarbos in de gevangenis beseft dat hij verslagen werd door twee kinderen en een papegaai.

## Achtergronden bij het verhaal
- Dit album is een klassiek boevenverhaal waarbij Jommeke en zijn vrienden het tegen een of meerdere boeven opnemen, in dit geval voor het eerste een misdadige bende die de wereld wil veroveren, een thema dat later nog vaak aan bod komt in de reeks.
- In dit album komt Carlos dela Rubarbos voor het eerst voor als tegenstander van Jommeke.
- Het is al de derde keer dat Egypte in de reeks aangedaan wordt na De ooievaar van Begonia en De zonnemummie en het tweede bezoek aan de Sahara. Algerije en Mexico worden in de reeks voor het eerst aangedaan. Daarbij wordt het cliché van de Mexicaanse mannen met grote snorren die hun siësta houden, niet geschuwd.